# تامی جیمز اند د شاندلز
تامی جیمز اند د شاندلز (انگلیسی: Tommy James and the Shondells) گروه راک اند رول آمریکایی است که بیش‌ترین درخشش را در دهه ۶۰ میلادی با ترانه‌هایی چون «سرخ و شبدر» و «هنکی پنکی» (Hanky Panky) تجربه کرد.